# Ланье, Стерлинг
Сте́рлинг Э́дмунд Ланье́ (англ. Sterling Edmund Lanier; 18 декабря 1927, Нью-Йорк — 28 июня 2007, Сарасота, штат Флорида) — американский писатель-фантаст, редактор и скульптор.

## Биография
Стерлинг Ланье родился в Нью-Йорке, в дальнейшем жил в штате Мэриленд. Он изучал антропологию и археологию, окончил Гарвард в 1951 году. До начала литературной карьеры работал историком-исследователем в музее с 1958 по 1960 год. Первый его рассказ опубликовал в 1961 году журнал Asimov's Science Fiction. Как редактор наиболее известен тем, что в 1965 году убедил издательство «Chilton Books» опубликовать «Дюну», знаменитый роман Фрэнка Герберта, что, вероятно, стоило Ланье увольнения из-за слабых первоначальных продаж книги. Наиболее известным собственным творчеством стали серия авантюристических рассказов «Brigadier Ffellowes» и постапокалиптическая дилогия «Иеро Дестин» (англ. Hiero Desteen), состоящая из романов «Путешествие Иеро» и «Иеро не дают покоя».
Умер 28 июня 2007 в возрасте 79 лет.